# قره‌گل (گره‌سون)
قره‌گل (انگلیسی: Karagöl) یک دریاچه و پارک ملی در استان گره‌سون کشور ترکیه است.